# Třída Saipan
Třída Saipan byla třída lehkých letadlových lodí Námořnictva Spojených států. V letech 1946–1947 byly do služby zařazeny dvě jednotky této třídy. Při jejich konstrukci byl použit o osm stop (cca 2,5 m) rozšířený trup nových těžkých křižníků třídy Baltimore. Ovšem už od založení kýlu byly obě lodě stavěny jako letadlové a nešlo tedy o přestavbu, jak tomu bylo u předchozí třídy Independence, u které byly již rozestavěné lehké křižníky třídy Cleveland přestavěny na letadlové lodě.

## Historie
Letadlové lodě třídy Saipan byly dokončeny až po skončení druhé světové války a jejich operační služba v podobě nosičů letadel byla velice krátká. Nová generace proudových palubních letounů měla velké nároky na prostor letové paluby a malé pro ně byly i výrazně větší letadlové lodě třídy Essex. Lehké letadlové lodě proto jako nosiče letounů ztratily perspektivu až do doby, než byly zavedeny letouny systému STOL.
I přes svou nepoužitelnost v podobě nosičů proudových letounů byly tyto lodě považovány za vhodné pro přestavbu k jinému účelu. V 60. letech proto byly obě lodě zásadně přestavěny. Ze Saipanu se stala spojovací loď USS Arlington a Wright byl přestavěn na velitelskou loď. V této podobě obě lodi sloužily až do roku 1970.

## Seznam jednotek
| Jméno               | Založení kýlu     | Spuštěna         | Vstup do služby   | Stav                                  |
| ------------------- | ----------------- | ---------------- | ----------------- | ------------------------------------- |
| USS Saipan (CVL-48) | 10. července 1944 | 8. července 1945 | 14. července 1946 | 14. ledna 1970 vyřazena, sešrotována  |
| USS Wright (CVL-49) | 21. srpna 1944    | 1. září 1945     | 9. února 1947     | 27. května 1970 vyřazena, sešrotována |